# 香港阅兵列表
本表记录自1945年以来在香港举行的所有知名阅兵仪式。

## 英屬香港

### 1945年
1945年10月9日，英国驻香港部队在从日本统治中收复香港后，首次于和平纪念碑附近举行阅兵。英国陆海空三军军队以及国民革命军的代表队均参加了阅兵式。

### 1996年
1996年9月15日，英国皇家空军为纪念不列颠空战56周年，最后一次在英属香港的领空中举行阅兵式。该次阅兵由英国皇家空军第28中队举办，后者也是在次年7月香港主权交接仪式之前撤出香港的最后一批英方单位之一。布政司陈方安生以及驻港英军司令达顿出席阅兵式。

### 1997年
1997年6月30日晚，英军在香港主权交接仪式期间于添马同时举行阅兵式。 其中包括英国末任香港总督柏藤的告别演讲以及威尔士亲王查尔斯代表伊丽莎白二世女王发表的讲话。

## 香港特別行政區

### 1998年
1998年5月7日，中国人民解放军驻香港部队首次在九龙昂船洲海军基地举行阅兵，以纪念香港回归一周年，在此期间第二次访港的中共中央军委主席江泽民出席阅兵。

### 2004年
2004年8月1日，中国人民解放军首次在香港举办建军纪念日阅兵，当日约有3000余人接受检阅。阅兵由驻港部队司令员王继堂上将主持，同时，一部分香港立法会中的反中共议员也罕见地出席了阅兵。当天上午10时30分，阅兵式在《义勇军进行曲》的演奏中拉开帷幕，最终以解放军驻港部队军乐队的演出结束。 此次阅兵也是于1997年秋成立的中國人民解放軍駐香港部隊儀仗隊首次重大亮相。

### 2007年
2007年7月1日，庆祝中国共产党成立80周年暨香港特别行政区成立10周年纪念日阅兵在昂船洲举行，这也是香港主权移交之后首次在香港特别行政区成立纪念日举行阅兵仪式。

### 2012年
2012年7月1日，香港举行庆祝香港特别行政区成立15周年纪念阅兵，由张仕波将军担任总指挥，中央军委主席胡锦涛出席阅兵式。

### 2015年
2015年9月3日，香港举办纪念中国人民抗日战争及世界反法西斯战争胜利70周年阅兵及游行，其中有学员/青年组织以及香港警务处的参与。刘江华以民政事务局局长的身份担任主持。游行路线经过尖沙咀的九龙公园。

### 2017年
该次阅兵在石岗机场举行，以纪念香港回归20周年暨中国人民解放军建军90周年。由谭本宏将军指挥，中央军委主席习近平出席。这是自香港特别行政区成立以来规模最大的一次阅兵，共有20个方队共3000余人参加，其中包括来自深圳某军事基地的一个方队。此外还有60辆装甲车，61辆专门从事监视、指挥、通信、防御、工程、导弹投送、干扰和野战救援和预防的军用车辆，以及十二种各式军用直升机一同受阅。
值得注意的是，本次阅兵的检阅式也是首次在香港使用自1984年中华人民共和国成立35周年阅兵式后使用至今的中国式检阅官兵应答词。（首长问候：“同志们好”、“同志们辛苦了”；受阅部队回以应答：“首长好”、“为人民服务”）